# Wappen Nordirlands
Das Wappen Nordirlands wurde 1924 für die nordirische Verwaltung gestiftet, nachdem sich der Irische Freistaat vom Vereinigten Königreich getrennt hatte, wird heute aber als historisch betrachtet.

## Geschichte
Das Wappen wurde von Nevile Wilkinson, Ulster King of Arms, 1923 entworfen und 1924 nordirischen Beamten in London vorgestellt. Der endgültigen Entwurf von Wilkinsons Stellvertreter Thomas Sadleir wurde vom nordirischen Kabinett im April 1924 genehmigt.
Der Entwurf wurde durch einen vom Home Office veröffentlichten Royal Warrant von König Georg V. genehmigt und am 2. August 1924 in das Wappenregister von Dublin eingetragen.
Das Wappen folgt demselben Entwurf wie die Flagge Nordirlands, die im selben Jahr entstand, und hat wie diese seine Grundlage in der Flagge Ulsters.
Der rote schottische Löwe auf der heraldisch rechten Seite und der irische Elch auf der linken Seite als Schildhalter sowie die Krone über dem Wappen wurden 1925 hinzugefügt.
1971 wurde der Fuß des Wappens, auf dem beide Wappentiere stehen, vom College of Arms in London hinzugefügt.
Nach der Aufhebung des nordirischen Selbstverwaltung 1972 wurde das Wappen nicht mehr genutzt. Die Wappenstiftung wurde nicht widerrufen, das Wappen wird aber als historisch betrachtet, da die es führende Körperschaft nicht mehr existiert.